# Альвеслоэ
А́львеслоэ (нем. Alveslohe) — община в Германии, в земле Шлезвиг-Гольштейн. 
Входит в состав района Зегеберг. Подчиняется управлению Кальтенкирхен-Ланд.  Население составляет 2543 человека (на 31 декабря 2010 года). Занимает площадь 21,56 км².